# Paoluccio Anafesto
Paoluccio Anafesto (Paolo Lucio Anafesto, łac. Anafestus Paulucius lub Paulicius) (zm. 717) – pierwszy, na pół legendarny doża wenecki, wybrany w 697. Będąc arystokratą z Heraklei, głównego miasta w tym rejonie, został wybrany na przywódcę mieszkańców laguny, w skład której wchodziła Wenecja, aby koordynować działania obronne wobec ataków Longobardów i Słowian. Po raz pierwszy wymieniony przez weneckiego historyka Jana Diakona, który na przełomie X i XI wieku był nadwornym kronikarzem Pietro II Orseolo. Stąd trafił do weneckiej tradycji, a jego portret otwiera poczet weneckich władców w Pałacu Dożów. Obecnie podważa się istnienie Paoluccio Anafesto jako doży weneckiego, a postać tę utożsamia się raczej ze współczesnym mu egzarchą Rawenny Pauliciusem (Pawłem), który bronił posiadłości bizantyjskich (w tym laguny weneckiej) przed Longobardami. Pierwszym w pełni historycznym dożą Wenecji uznany jest dopiero trzeci z listy Jana Diakona władca wenecki, Orso Ipato.